# 丼鉢
丼鉢（どんぶりばち）は、米飯や汁物、麺料理などを盛り付ける厚手で深さのある食器。単に丼 （どんぶり）とも呼ばれる。

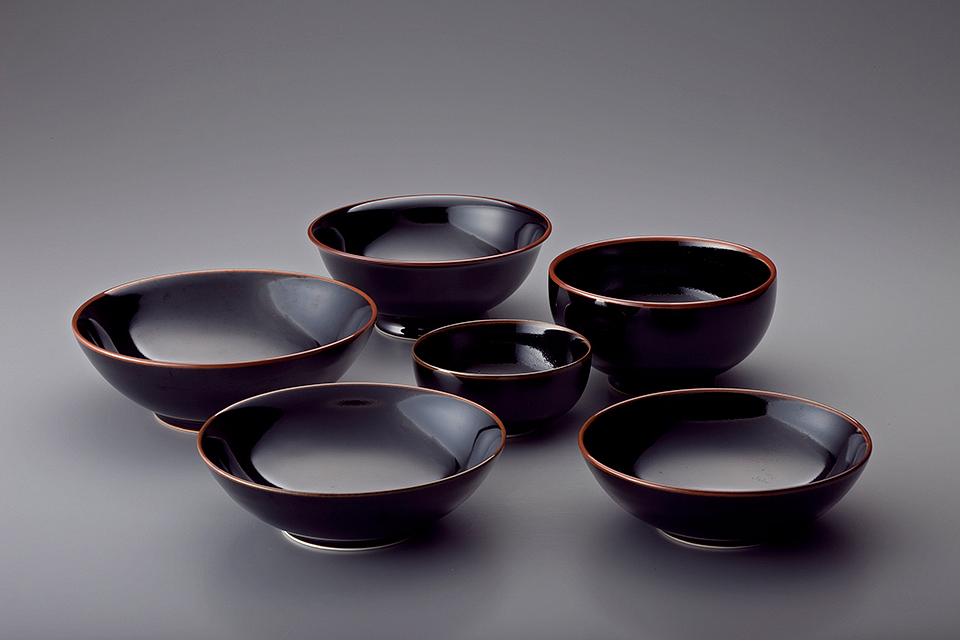
丼シリーズ (1987) 森正洋デザイン

## 概要
陶磁器が基本であるが、現在は他の素材でも作られる。プラスチック（メラミン樹脂）製のものが多く出回っているほか、保温性を考慮した金属製のものも製造されている。本来は椀と呼ぶべき漆器やそれを模したものも、形状や使用目的によっては「丼」と呼ばれることがある。
形状や用途によって丸丼、平丼、玉丼、高台丼、切立丼、麺丼、飯丼、多用丼などいくつかの種類に分類される。
和風の丼物、特に出前の際には蓋付きのものが用いられる。
ラーメンに使われる丼は「ラーメン鉢」と呼ばれる。雷紋や双喜紋、鳳凰や龍など中華風の意匠で彩られることが多い。雷紋が描かれたラーメン鉢は浅草の陶器専門店で最初に作られた、との説がある。

## 語源
「どんぶり」という名称の語源ははっきりせず、また「丼」という漢字（本来は「井」の篆書体・異体字）が当てられる理由もはっきりしない。
有力説とされているのが、江戸時代の江戸で一杯盛り切りの食事を提供する「慳貪屋（けんどんや）」と呼ばれる業態の店に由来するというものである。慳貪屋で使用される鉢を「慳貪振り鉢（けんどんぶりばち）」と呼び、これが「どんぶり鉢」に転じたという。
堀井令以知偏『語源大辞典』では、先に「けんどん振りの鉢」から「どんぶり」の名が生まれ、井戸に小石を落とした時に「どんぶり」と音がする連想から漢字の「丼」が結びついたと説明している（『集韻』によれば「丼」には「井戸に物を投げいれた音」の意がある）。
平凡社編『新版 日本史モノ事典』では、江戸時代の大型の財布（布や皮でできた大型の袋）「だんぶくろ」をどんぶりの語源としている。

### 異説
- 「どんぶり」の名と「丼」の漢字に関し、「この鉢を井戸の中に投げ込んだ様子」とする説もあるというが、俗説として退ける見解がある[3]。
- 第二次世界大戦前の朝鮮陶磁器研究家・浅川巧は、『朝鮮陶磁名考』において朝鮮語で汁椀を意味する湯鉢（タンパル）が日本に伝わり、それがなまって「どんぶり」になったという説を提唱した[3]。浅川は当時の「朝鮮の蕎麦屋、一膳めしやで使われている器」が湯鉢と呼ばれていると紹介しているが、伝統的な朝鮮陶磁に（中国陶磁にも）「湯鉢」という器形はなく[3]、当時の朝鮮で用いられた「湯鉢」がむしろ日本から輸入された「どんぶり」である可能性があること[3]、また「どんぶり」が普及した江戸時代後期に朝鮮語由来の名称が広がることには疑義があり、また当時の使用方法も汁とは結びつかないという見解がある[3]。

### 補足
- 「どんぶり勘定」という言葉は、商人の前掛けについた大きな物入れを意味する「どんぶり」に由来する[8][注釈 2]。丼鉢とは関係がないが、同じく「丼勘定」の漢字があてられることがある。この「どんぶり」は、駄荷袋（だにぶくろ）の訛り[9]とされる。

## 歴史
容器をしめす「丼」という語の初出は、元禄年間（1688年 - 1703年）の男性向け実用教養書『男重宝記』である。初期には蕎麦（かけや種物）などを入れる容器として用いられたようである。
天明年間（1781年 - 1789年）には東岡舎羅文（曲亭馬琴の兄）が「近世丼という器出て、あまねくもてはやされる」と記しており、この「丼」は底が細くて口が広く、饅頭や鰹の三杯酢などさまざまなものを盛る器として重宝されたという。天明元年（1781年）に旗本布施胤致（山手白人の名を持つ狂歌人）が江戸洲崎の料亭亭主升屋宗助を自邸に招いた際の献立書には、平鉢・大鉢などのほかに「南京染付どんぶり」が記されている。
丼に飯を盛り具を乗せた「丼物」が登場したのは、文化（1804年 - 1817年）・文政（1818年 - 1830年）年間で、はじまりは鰻丼であったという。